# Pokrajina Latina
Pokrajina Latina (v italijanskem izvirniku Provincia di Latina, izg. Provinča di Latina) je ena od petih pokrajin, ki sestavljajo italijansko deželo Lacij. Zavzema tudi Pontinsko otočje. Meji na severu s pokrajino Frosinone in metropolitanskim mestom Rim, na vzhodu z deželo Kampanija, na jugu in zahodu s Tirenskim morjem.

## Večje občine
Glavno mesto je Latina, ostale večje občine so (podatki 31.12.2007):
| Občina             | Prebivalcev |
| ------------------ | ----------- |
| Latina             | 113.925     |
| Aprilia            | 63.830      |
| Terracina          | 42.820      |
| Formia             | 36.842      |
| Fondi              | 34.910      |
| Cisterna di Latina | 33.288      |
| Sezze Romano       | 22.835      |
| Gaeta              | 22.517      |

## Naravne zanimivosti
Večino ozemlja v pokrajini pokriva tako imenovani Agro Pontino, ki je bil do preteklega stoletja obsežno močvirje z vmesnimi predeli gozdov. Sožitje gosto poraščenih zemljišč in močvirij je ustvarjalo sicer ekološko zanimiv habitat, a je bilo popolnoma neprimerno za človeško bivanje. Zato je bilo med letoma 1926 in 1937 področje bonificirano in ostanki prejšnjega močvirnatega habitata so bili zaščiteni v Narodnem parku Circeo. Toda park ni natančna predstava nekdanjega ozemlja. Med bonifikacijo je namreč umrla zaradi malarije večina udeležencev, kar je botrovalo nekaterim "nenaravnim" posegom. Predvsem je bil množično posajen evkalipt, ki sicer porabi velike količine vlage iz tal, a ni iz teh krajev. Poleg tega so v prvem povojnem času posegli v habitat tudi Zavezniki na svojem pohodu skozi Italijo. Hoteč pomagati prebivalcem, ki jih je desetkala malarija, so zastrupili močvirja z velikimi količinami DDTja in s tem praktično uničili vse življenje v mokriščih. Iz tropskih dežel so bile uvožene nekatere vrste rib, ki so sicer preprečile nove zarodke komarjev, a so tudi občutno znižale število domačih rib in vodnih rastlin. Tudi zaradi teh prenagljenih posegov današnji prebivalci pokrajine nasprotujejo vsaki inovaciji. Tako na primer ne dovolijo državnih ukrepov za čiščenje voda, ki so že močno onesnažene. Bili so tudi prvi, ki so po černobilski nesreči enostavno zaprli edino nuklearko v pokrajini, ne oziraje se na negativni vpliv opuščene nuklearke na ozemlje.
Seznam zaščitenih področij v pokrajini:
- Narodni park Circeo (Parco nazionale del Circeo)
- Krajinski park Monti Aurunci (Parco naturale dei Monti Aurunci)
- Krajinski park Gianola e Monte Scauri (Parco regionale di Gianola e del Monte di Scauri)
- Naravni rezervat Isole di Ventotene e Santo Stefano (Riserva naturale statale Isole di Ventotene e Santo Stefano)
- Morski rezervat Isole di Ventotene e Santo Stefano (Area naturale marina protetta Isole di Ventotene e Santo Stefano)
- Naravni rezervat Foresta del Circeo (Riserva naturale Foresta demaniale del Circeo)
- Naravni rezervat Lestra della Coscia (Riserva naturale Lestra della Coscia)
- Naravni rezervat Rovine di Circe (Riserva naturale Rovine di Circe)
- Naravni rezervat Piscina della Gattuccia (Riserva naturale Piscina della Gattuccia)
- Mokrišče Piscina delle Bagnature (Riserva naturale Piscina delle Bagnature)
- Mokrišče Pantani dell'Inferno (Riserva naturale Pantani dell'Inferno)

## Zgodovinske zanimivosti
Ozemlje današnje pokrajine je bilo od šestnajstega do dvajsetega stoletja posest družine Caetani ali Gaetani, iz katere je izšlo devet kardinalov in dva papeža. Leta 1928 so bila nedonosna ali zapuščena ozemlja podržavljena in kolonizirana. Pravica do posesti zemlje se je podeljevala delavcem, ki so bonificirali močvirja. Prihajali so v glavnem iz Benečije, Furlanije in Romanje. Država je zanje zgradila okoli 4000 kmečkih hiš, od katerih večina še stoji. Pozneje so se kmetije združile v večje enote, ki jih je država opremila s cerkvijo, osnovno šolo, posojilnico in politično organizacijo. Tako so nastajala, vzporedno z bonifikacijo, nova naselja in mesta. Glavno od teh je bilo mesto Littoria, ki je bilo uradno odprto leta 1932. Ker je beseda "littorio" pomenila isto kot "fašističen", so leta 1946 Zavezniki zahtevali, da se mesto preimenuje, kot dokaz splošne obsodbe padlega režima. Tako je mesto prevzelo ime Latina.